# Nom
Nom (iz starogrškega starogrško νομός, nomós, okrožje) je bil ozemeljska in upravna enota Starega Egipta. V nomu je vladal nomarh (egipčansko heri-tep a'a). Število nomov je bilo v različnih obdobjih zgodovine Starega Egipta različno.

## Etimologija
Naziv nom izhaja iz starogrškega izraza nomos, ki pomeni okrožje. Staroegipčansko se je imenoval sepat ali spAt. Grški naziv se je začel uporabljati v ptolemajskem obdobju, ko se je v Egiptu razširila raba grščine. Kasneje so naziv prevzeli  tudi egiptologi in zgodovinarji.

## Zgodovina

### Dinastični Egipt
Delitev Starega Egipta na nome je mogoče slediti do predzgodovinskega obdobja pred letom 3100 pr. n. št. Nomi so bili sprva samostojne mestne države, ki so se kasneje začele združevati. Izročilo pravi, da je nome v eno državo združil vladar Menes.
Zanimivo ni samo to, da se je delitev države na nome obdržala več kot tri tisočletja, ampak tudi to, da so bili nekateri nomi izjemno stabilni. Noma Ksois v Nilovi delti in Hent v Gornjem Egiptu, na primer, sta bila prvič omenjena na Kamnu iz Palerma, napisanem v Peti dinastiji. Imena nekaterih nomov, na primer Bubastisa, so se prvič pojavila šele v Novem kraljestvu. V večjem delu faraonske zgodovine je bil  Egipt razdeljen na 42 nomov.

#### Nomi Spodnjega Egipta
Spodnji Egipt (egičansko Ā-meḥti) je segal od prestolnice Starega kraljestva Memfisa do Sredozemskega morja. Imel je dvajset nomov. Prvi je obsegal okolico Memfisa, Sakare in Gize na območju sodobnega Kaira. Nomi so se številčili po bolj ali manj pravilnem zaporedju  od juga proti severu in zahoda proti vzhodu Nilove delte. Aleksandrija je bila zato v Tretjem nomu, Bubastis pa v Osemnajstem.
- 1. nom Spodnjega Egipta: Nom Belega obzidja
- 2. nom Spodnjega Egipta: Dežela potnikov
- 3. nom Spodnjega Egipta: Dežela govedi
- 4. nom Spodnjega Egipta: Dežela južnega ščita
- 5. nom Spodnjega Egipta: Dežela severnega ščita
- 6. nom Spodnjega Egipta: Dežela gorskega bika
- 7. nom Spodnjega Egipta: Dežela zahodne harpune
- 8. nom Spodnjega Egipta: Dežela vzhodne harpune
- 9. nom Spodnjega Egipta: Dežela boga Andjetija
- 10. nom Spodnjega Egipta: Dežela črnega bika
- 11. nom Spodnjega Egipta: Dežela bika Heseba
- 12. nom Spodnjega Egipta: Dežela  teleta in krave
- 13. nom Spodnjega Egipta: Dežela cvetočega žezla
- 14. nom Spodnjega Egipta: Najbolj vzhodna dežela
- 15. nom Spodnjega Egipta: Dežela Ibis-Tehut
- 16. nom Spodnjega Egipta: Dežela ribe
- 17. nom Spodnjega Egipta: Dežela prestola
- 18. nom Spodnjega Egipta: Dežela južnega princa
- 19. nom Spodnjega Egipta: Dežela severnega princa
- 20. nom Spodnjega Egipta: Dežela Sopduja-pernatega sokola

#### Nomi Gornjega Egipta
Gornji Egipt je bil razdeljen na 22 nomov. Prvi je bil okolica Elefantine na meji Egipta z Nubijo na prvem Nilovem kataraktu pri sodobnem Asuanu. Nomi so se šteli od tam po dolini Nila navzdol. Vaset (Tebe, sodobni Luksor) je bil v Četrtem, Amarna v Štirinajstem in Meidum Enaindvajsetem nomu. 
- 1. nom Gornjega Egipta: Dežela lokov
- 2. nom Gornjega Egipta: Dežela Horovega prestola
- 3. nom Gornjega Egipta: Dežela svetišča
- 4. nom Gornjega Egipta: Dežela žezla
- 5. nom Gornjega Egipta: Dežela dveh sokolov
- 6. nom Gornjega Egipta: Dežela krokodila
- 7. nom Gornjega Egipta: Dežela sistruma
- 8. nom Gornjega Egipta: Velika dežela
- 9. nom Gornjega Egipta: Dežela boga Mina
- 10. nom Gornjega Egipta: Dežela kobre
- 11. nom Gornjega Egipta: Dežela živali Ša-Set
- 12. nom Gornjega Egipta: Dežela  gadove gore
- 13. nom Gornjega Egipta: Gornja dežela sikamore in gada
- 14. nom Gornjega Egipta: Spodnja dežela sikamore in gada
- 15. nom Gornjega Egipta: Dežela zajcev
- 16. nom Gornjega Egipta: Nom oriks
- 17. nom Gornjega Egipta: Anubisova dežela
- 18. nom Gornjega Egipta: Setova dežela
- 19. nom Gornjega Egipta: Dežela dveh žezel
- 20. nom Gornjega Egipta: Južna dežela sikamore
- 21. nom Gornjega Egipta: Severna dežela sikamore
- 22. nom Gornjega Egipta: Dežela noža

### Ptolemajski Egipt
Po grški/rimski zasedbi Egipta je bilo ustanovljenih nekaj novih nomov, nekaterim pa so spremenili ime.  Grki, na primer,  so nom Krokodilova dežela preimenovali v Arsinoe, Hadrijan pa je ustanovil nov nom Antinopolites s prestolnico Antinopol.

#### Rimski Egipt
Nomi so se obdržali tudi med rimsko zasedbo Egipta. Nekateri so celo kovali svoj denar, tako imenovane »nomske novce«. Vlogo upravnih enot so obdržali do temeljitih reform državne uprave, ki sta jih izpeljala Dioklecijan in Konstantin Veliki.
Leta 307/308 so vlogo nomov prevzele manjše upravne enote, imenovane pagi. Njihovi upravniki so se imenovali pagarhi. Llavna vloga pagarhov je bila organiziranje pobiranja davkov. Kasneje so dobili tudi nekaj vojaških zadolžitev. Pagarhi so bili pogosto premožni lokalni veleposestniki.

## Nomarh
Večino egipčanske zgodovine so nome upravljali nomarhi. V nekaterih obdobjih je bil položaj nomarha deden, v drugih pa jih je imenoval faraon. Slednje se je dogajalo predvsem v obdobjih močne centralne vlade. V obdobjih šibkih vlad, predvsem med vdori tujih zavojevalcev in v državljanskih vojnah, so nomarhi nekaterih nomov ustanovili svoje dinastije.  Spori med dinastijami so bili pogosti. Najbolj opazni so bili v prvem vmesnem obdobju, v katerem je prišlo do zloma centralne oblasti, ki je trajal od Sedme do Enajste dinastije. Obdobje se je končalo, ko je bil eden od nomarhov dovolj močan, da je kot faraon vzpostavil svojo oblast v celi državi.